# Skepticismus
Skepticismus (z řeckého slova skeptomai –„pochybuji“) je filozofický směr blízký agnosticismu a nihilismu. Skepticismus navazuje na učení sofistů. První skeptikové ukazovali na relativnost lidského poznání, na jeho formální nedokazatelnost a závislost na různých podmínkách. Běžně se užívá označení skeptik pro osoby, které:
1. mají nedůvěřivý postoj nebo smýšlení o všech nebo specifikovaných věcech,
2. tvrdí, že pravdivé poznání je nemožné,
3. všechno soustavně kriticky posuzují.

## Filosofický skepticismus
Rozsah filosofického skepticismu je od pochybnosti o možnosti filosofického řešení až po agnosticismus a nihilismus. Všichni antičtí filosofičtí skeptici se shodují v názoru, že poznání je možné jen díky apriorním předpokladům, které nelze odvodit ze smyslové zkušenosti, a proto je nutné jeho pravdivost neustále ověřovat. V klasické filosofii odkazuje skepticismus na osobnostní rysy školy „Skeptikoi“ – filosofů, o kterých se říkalo že „nic netvrdili, ale že se jenom domnívali“.[1] V tomto smyslu zastává filosofický skepticismus názor, že je třeba se vyvarovat postulátu konečné pravdy. Jediný systematický zdroj z této doby je od Sexta Empirika, protože většina antických skeptiků nezanechala žádné písemnosti, nebo se jejich spisy nezachovaly.

## Vědecký skepticismus
V moderní době se ve vědeckých kruzích používá pojem skepticismus (též vědecký nebo racionální skepticismus) pro kritické zkoumání jakýchkoliv teorií, kterými se věda zabývá, a vlastně odmítání jejich apriorního přijímání. Základní myšlenkou racionálního skepticismu je, že pokud se neprokáže opak, nelze u jakýchkoliv tvrzení nebo teorií předpokládat pravdivost. Dále racionální skepticismus požaduje, aby byla každá teorie skutečně vědecká, tj. aby měla některé důležité atributy (např. falzifikovatelnost, vnitřní konzistence, shoda s pozorováním). Na veřejnosti je racionální skepticismus prezentován zejména při zkoumání pseudovědeckých a nevědeckých teorií. Celosvětově je toto hnutí reprezentováno např. organizací CSI a v České republice pak klubem Sisyfos.

## Náboženský skepticismus
Náboženský skepticismus se zaměřuje na pochybnosti týkající se víry, například existence božských stvoření nebo zázraků. Náboženští skeptici nemusí být nutně ateisti nebo agnostici.

## Pseudoskepticismus
Termín pseudoskepticismus popisuje myšlení, které se zdá být skeptické, ale skeptické není. Tento termín zpopularizoval Marcello Truzzi a definoval pseudoskeptiky jako osoby, jejichž názory jsou spíše negativní, než agnostické, a přesto se považují za skeptiky. Rektor arizonské univerzity Rochus Boerner popisuje pseudoskeptiky spíše jako "bez víry", než "nevěřící", a fyzik princetonské univerzity Gregory N. Derry popisuje myšlení pseudoskeptiků jako ".. směřující k myšlenkám, které souvisí s jejich předjímaným závěrem.